# Vida de família
Vida de família (títol original en castellà: Vida de familia) és una pel·lícula espanyola per a televisió de l'any 2007 dirigida per Llorenç Soler. El guió està escrit per Miquel Peidró i Pedro Uris i ha estat una coproducció de TV3, TVG i Canal Sur. Ha estat doblada al català i emesa per TV3 el 21 de juliol de 2007.

## Trama
La pel·lícula narra la història de Marta, que manté una relació sentimental amb Vanesa, molt més jove que ella. Marta es planteja tenir un fill amb la seva parella, però en el camí per a aconseguir-lo es trobarà amb molts problemes.
Primerament, la negativa de la seva xicota, que no se sent preparada, i la tensió que aquesta negativa causa en la relació. Posteriorment, i una vegada que ambdues estan d'acord, hauran d'enfrontar-se als prejudicis que la societat té respecte a la seva orientació sexual i a les traves que sorgeixen a l'hora tant d'adoptar com de sotmetre's a un procés de fecundació in vitro.

## Repartiment
- Ana Fernández - Marta
- Cristina Brondo - Vanesa
- Ricard Sales
- Miquel García-Borda
- Mercè Sampietro
- Josep Julien
- Fermí Casado
- Isabel Blanco
- Nazaret Jiménez

## Premis
Fou exhibit al Festival Nacional de Pel·lícules i Documentals per a Televisió TV-Màlaga. Ana Fernández va rebre el premi a la millor actriu del IV Festival Internacional de Cinema Gai i Lèsbic d'Eivissa, el Festival del Mar d'Eivissa i Mallorca va obtenir el premi al millor telefilm i a la millor actriu en la fase de Tenerife del III Festival del Sol de les Canàries. També va rebre el premi millor telefilm valencià als XVIII Premis Turia.